# Dunavarsány
Dunavarsány je vas na Madžarskem, ki upravno spada v podregijo Ráckevei Županije Pešta.